# Ourebia ourebi ssp. kenyae
Кенијски ориби (лат. Ourebia ourebi kenyae) изумрла је подврста орибија врсте сисара (Mammalia) која припада реду папкара (Artiodactyla) и породици шупљорожаца (Bovidae). 

## Угроженост
Ова подврста је изумрла, што значи да нису познати живи примерци.

## Распрострањење
Пре изумирања, само Кенија.

## Станиште
Кенијски ориби је имао станиште на копну.